# Fallen (série)
Fallen é uma série de livros de romance e mistério sobre anjos escrita pela norte-americana Lauren Kate. A saga conta a história de Lucinda Price, uma garota que é mandada para um reformatório, tida como piromaníaca. Mas tudo muda na vida de Luce quando ela encontra Daniel Grigori, um jovem belo e misterioso, que acaba por se envolver com ela após salvar sua vida.
A série foi originalmente lançada nos Estados Unidos em 2009 pela Delacorte Books (uma divisão da Random House) e é composta por quatro livros e três spin-off. 

## Enredos

### Fallen
Algo parece estranhamente familiar em relação a Daniel Grigori.
Solitário e enigmático, ele chama a atenção de Luce logo no seu primeiro dia de aula no reformatório. A mudança de escola foi difícil para a jovem, mas encontrar Daniel parece aliviar o peso das sombras que atormentam seu passado: um incêndio misterioso que provocou a morte de seu namorado levou Luce até ali. Irremediavelmente atraída por Daniel, ela quer descobrir qual é o segredo que ele precisa tanto esconder - uma verdade que poderia matá-la.
Algo que, em suas vidas passadas, Daniel não conseguiu evitar.

### Tormenta
Inferno na terra. 
É assim que Luce se sente quando é separada de seu namorado anjo caído, Daniel. Eles levaram uma eternidade para se encontrar, mas agora ele lhe falou que precisava ir embora. Somente o tempo suficiente para caçar os Excluídos - Imortais que querem matar Luce. Daniel esconde Luce em Shoreline, uma escola na rochosa costa da Califórnia que possui estudantes com dons incomuns : Nephilim, a prole de anjos caídos e humanos. 
Em Shoreline, Luce aprende o que são as sombras e como ela pode usar elas como janelas para suas vidas anteriores. Porém, quanto mais Luce aprende, mais ela suspeita que Daniel não a contou tudo. Ele está escondendo algo - algo perigoso. E se a versão de Daniel sobre o passado não for exatamente verdade? E se Luce estiver realmente destinada a ficar com outro? 
O segundo livro da viciante serie Fallen ... onde o amor nunca morre. 

### Paixão
Luce morreria por Daniel. E ela morreu. De novo e de novo.
Através do tempo, Luce e Daniel se encontraram somente para serem dolorosamente separados: Luce morta, Daniel deixado partido e sozinho.
Mas talvez não precise ser dessa maneira... Luce está certa de que alguma coisa — ou alguém — em uma vida passada pode ajudá-la em sua vida presente. Então ela inicia a jornada mais importante desta vida ... voltar para suas vidas passadas e testemunhar em primeira mão seus romances com Daniel ... e finalmente destrancar a chave para fazer seu amor durar. Cam e as legiões de anjos e os Excluidos estão desesperados para pegar Luce, mas ninguém está tão frenético quanto Daniel. Ele a procura através de seus passados compartilhados, aterrorizado do que possa acontecer se ela reescrever a história.
Antes de Luce e Daniel de encontrarem em Sword&Cross, antes deles lutarem contra imortais em Shoreline, eles viveram muitas vidas...

### Êxtase
ASAS OBSCURECEM O CÉU...
Como areia em uma ampulheta, o tempo está acabando para Luce e Daniel.
Para impedir Lúcifer de apagar o passado, eles devem encontrar o local onde os anjos caíram na terra. Forças negras estão atrás deles, e Daniel não sabe se consegue fazer isso – viver apenas para perder Luce repetidamente. Mesmo assim, eles enfrentarão juntos uma batalha épica que acabará com corpos mortos... e pó de anjo. Grandes sacrifícios são feitos. Corações são destruídos. E, de repente, Luce sabe o que tem de acontecer. Já que ela deveria ficar com outra pessoa, e não com Daniel. A maldição que criaram sempre foi somente sobre ela... e o amor que ela recusou. A escolha que ela fizer agora será a única relevante.
Em uma luta por Luce, quem ganhará? A surpreendente conclusão da série Fallen. O Céu já não pode mais esperar.

## Personagens principais
- Lucinda "Luce" Price
- Daniel Grigori
- Cameron "Cam" Briel
- Ariane Alter
- Gabrielle "Gabbe" Givens
- Pennyweather "Penn" Van Syckle-Lockwood
- Mary Margaret "Molly" Zane
- Roland Sparks
- Srta. Sophia
- Shelby
- Miles
- Annabelle
- Francesca
- Steven
- Desideratum 'Dee'

## Adaptações

### Filme
Os direitos sobre o primeiro livro da série foram adquiridos pela Disney em 2009, e uma adaptação do primeiro livro foi feita e lançada em 8 de Dezembro de 2016 no Brasil. Foi dirigida por Scott Hicks e protagonizada por Addison Timlin, Jeremy Irvine e Harrison Gilbertson.   

### Série
Em 17 de outubro de 2024, o Globoplay lança a série Fallen - Luz e Sombra, uma coprodução internacional. Foi protagonizada por Jessica Alexander, Gijs Blom e Timothy Innes.   